# Tadeusz Kutrzeba

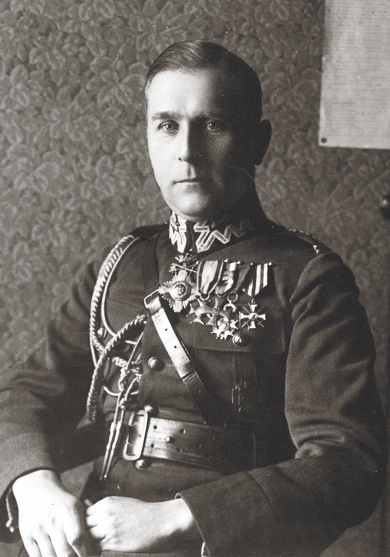
Tadeusz Kutrzeba w 1925

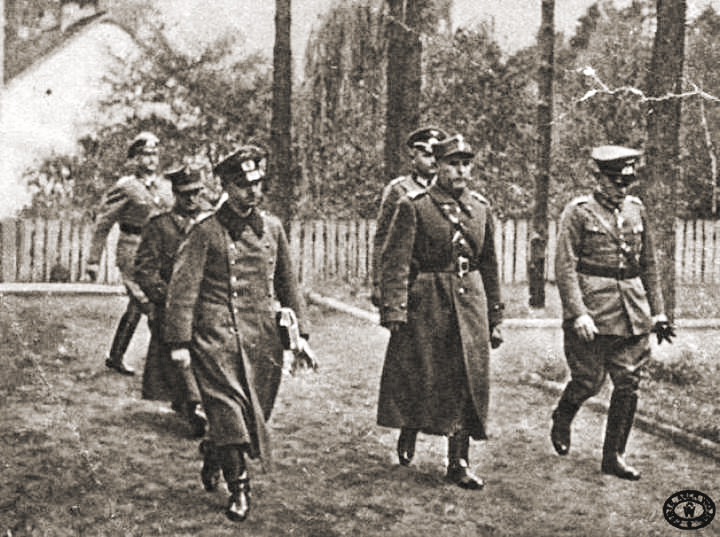
Gen. Tadeusz Kutrzeba i gen. Johannes Blaskowitz (z prawej) udają się na rozmowy w sprawie kapitulacji Warszawy

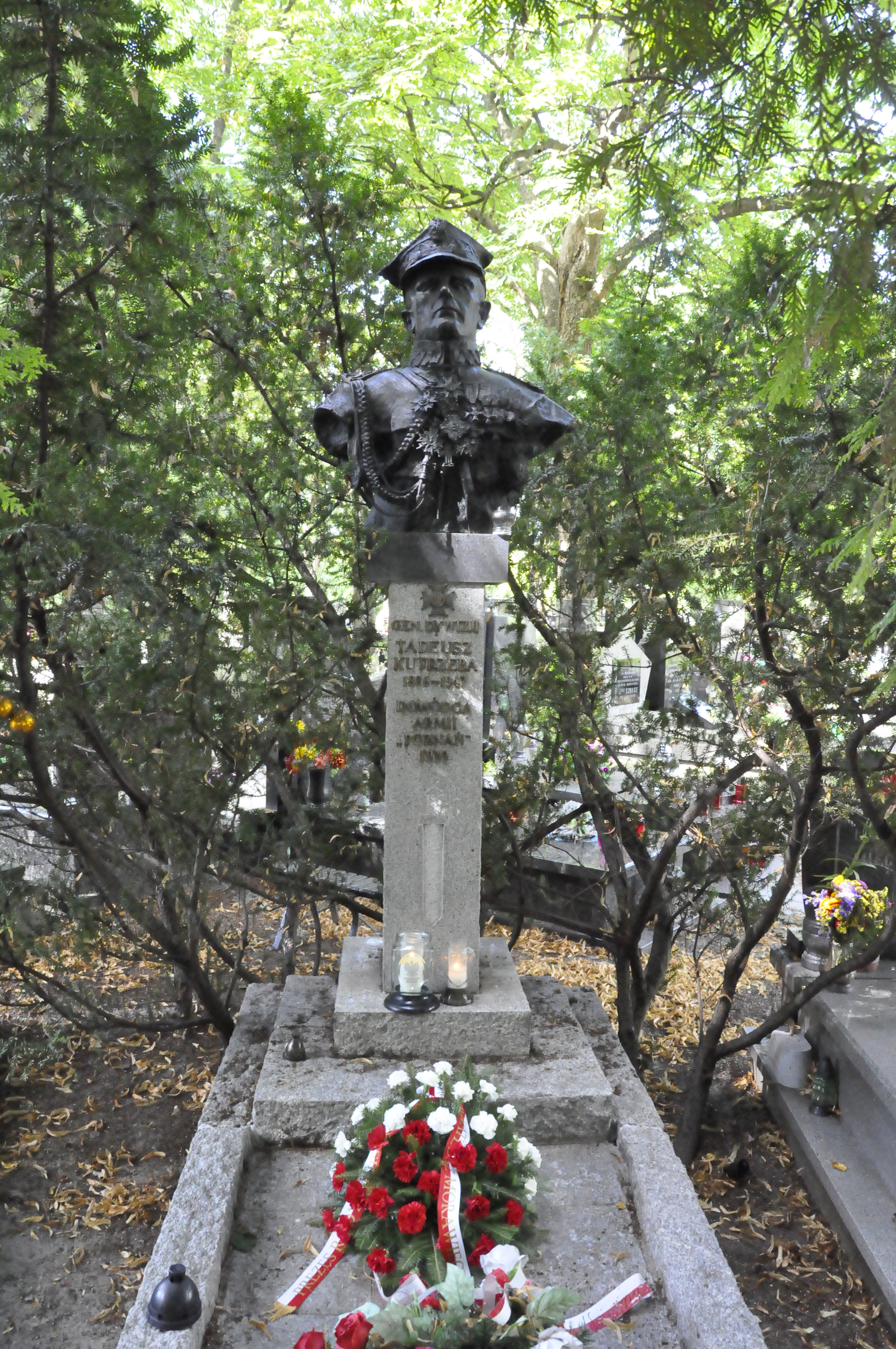
Grób Tadeusza Kutrzeby na Cmentarzu Wojskowym na Powązkach w Warszawie

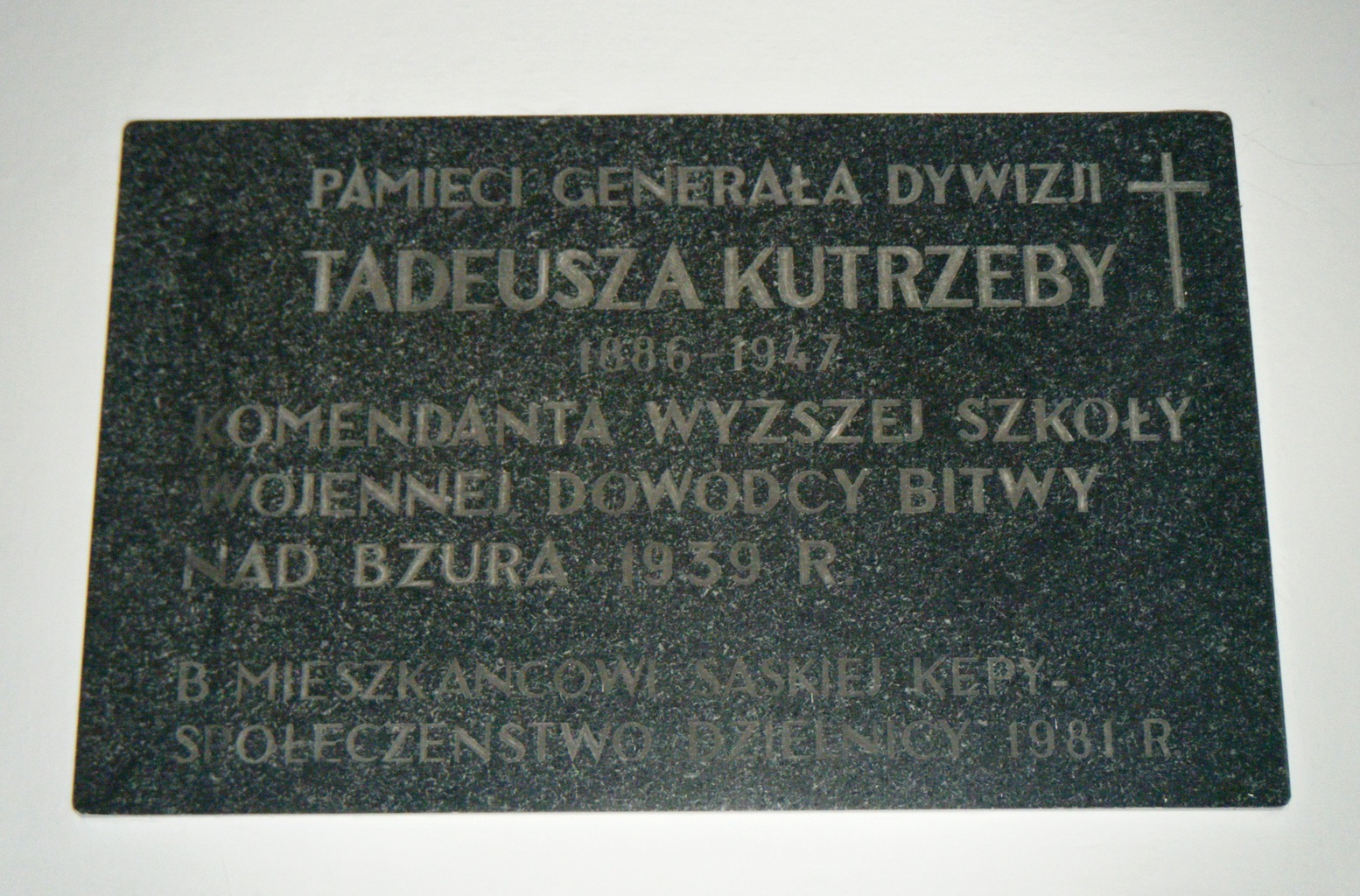
Tablica pamiątkowa w kościele parafialnym na Saskiej Kępie

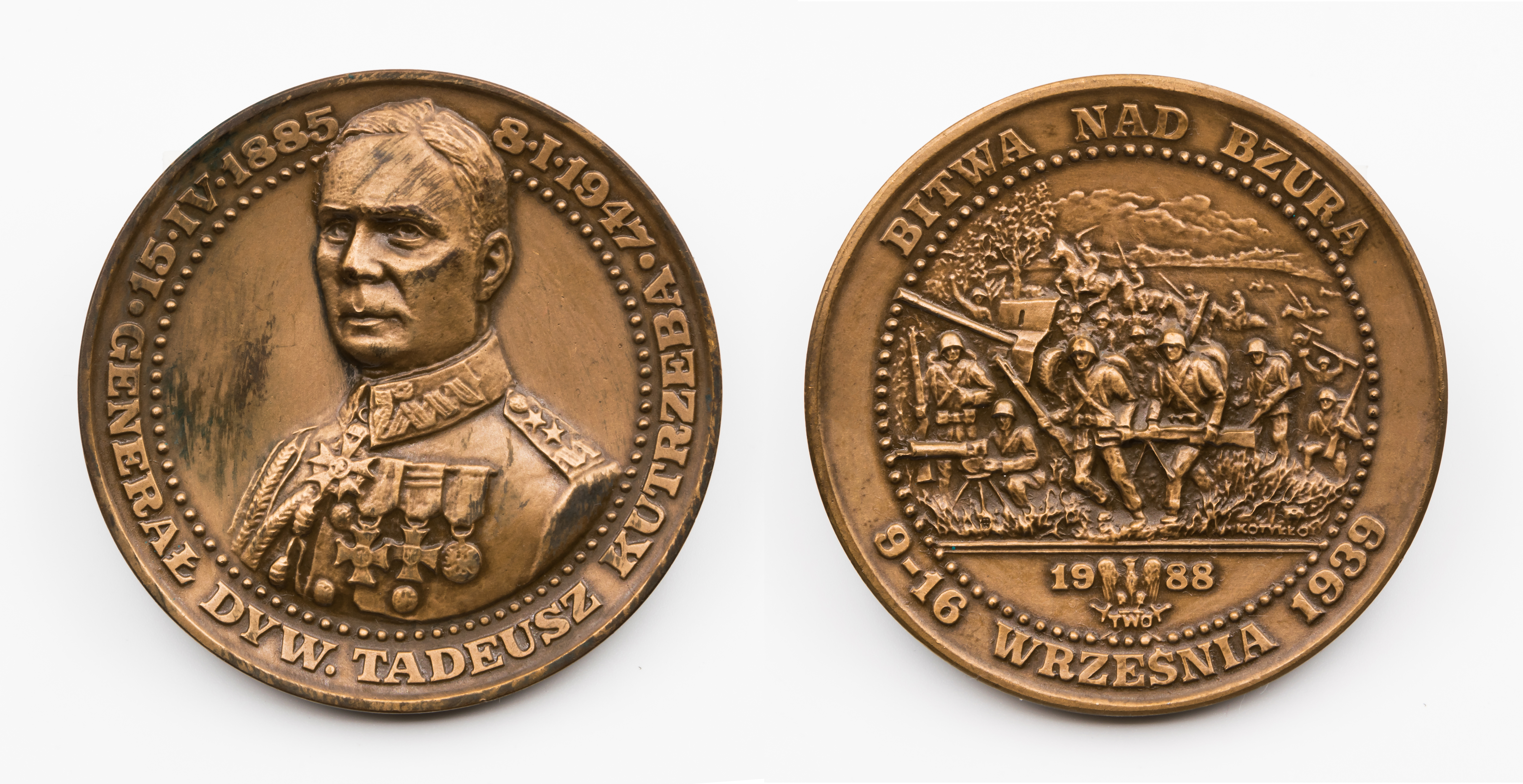
Medal pamiątkowy poświęcony gen. Kutrzebie

Tadeusz Kutrzeba (ur. 15 kwietnia 1886 w Krakowie, zm. 8 stycznia 1947 w Londynie) – generał dywizji Wojska Polskiego, komendant Wyższej Szkoły Wojennej, dowódca Armii „Poznań” podczas kampanii wrześniowej.

## Życiorys
Tadeusz Kutrzeba urodził się 15 kwietnia 1886 roku w rodzinie Tomasza, kapitana Armii Austro-Węgier, i Ludwiki z domu Szula. W 1896 roku został przyjęty do siedmioklasowej Wojskowej Szkoły Realnej w Fischau koło Wiener Neustadt, a następnie uczęszczał do szkoły w Hranicach na Morawach. W 1903 roku zdał maturę w Państwowym Gimnazjum Realnym w Wiedniu.

### Służba w cesarskiej i królewskiej Armii 1903–1918
W 1903 roku rozpoczął studia na Wydziale Inżynieryjnym w Wojskowej Akademii Technicznej w Mödling pod Wiedniem, którą ukończył w 1906 roku z wynikiem celującym. 18 sierpnia 1906 roku został mianowany na stopień podporucznika ze starszeństwem z 1 listopada 1905 roku w korpusie oficerów piechoty. Będąc prymusem, miał możliwość wyboru miejsca służby. Został wcielony do Batalionu Pionierów Nr 9, który stacjonował w rodzinnym Krakowie.
W latach 1910–1913 był słuchaczem Wyższego Kursu Inżynierskiego w Wiedniu. W międzyczasie został mianowany porucznikiem ze starszeństwem z 1 listopada 1911 roku w korpusie oficerów piechoty, w 1912 roku został przeniesiony do Batalionu Saperów Nr 10 w Przemyślu, jako oddziału macierzystego, a w latach 1912–1913 wziął udział w mobilizacji sił zbrojnych Monarchii Austro-Węgierskiej, wprowadzonej w związku z wojną na Bałkanach. W latach 1913–1914 pełnił służbę w Dyrekcji Inżynierii w Sarajewie, pozostając oficerem nadetatowym BS. 10. Od 1 listopada 1913 roku przysługiwał mu, obok stopnia wojskowego, tytuł oficera przydzielonego do Sztabu Inżynieryjnego (niem. Geniestab). W Sarajewie opracował m.in. projekt umocnień na pograniczu z Czarnogórą. Był tam świadkiem zamachu na arcyksięcia Ferdynanda, który stał się zapalnikiem wybuchu I wojny światowej.
Po rozpoczęciu działań wojennych pozostał początkowo w dowództwie twierdzy Sarajewo, a następnie wysłano go na front serbski, jako oficera Sztabu 2 Brygady Artylerii Górskiej gen. mjr. Ferdinanda Komma. Od 15 marca 1915 przebywał na froncie rosyjskim jako oficer łącznikowy w sztabie niemieckiego XXIV Korpusu Rezerwowego pod dowództwem generała piechoty Friedricha von Geroka walczącego w Karpatach. Na stopień kapitana został mianowany ze starszeństwem z 1 maja 1915 roku. W czerwcu tego roku został skierowany na front włoski, gdzie był m.in. szefem sztabu inspektoratu fortyfikacji w dowództwie grupy w Tyrolu.
W lutym 1916 roku został mianowany szefem sztabu wojsk technicznych Grupy Armii arcyksięcia Eugeniusza. Zyskał wówczas dużo cennych doświadczeń, nie tylko dzięki zajmowanemu stanowisku, ale także z powodu charakteru i zasięgu przygotowań do operacji zaczepnej w trudno dostępnym górzystym terenie. Z frontu włoskiego przerzucono go do Siedmiogrodu, gdzie 1 sierpnia 1916 objął stanowisko szefa sztabu inspekcji fortyfikacji w dowództwie wojsk austriackich. Miesiąc później został oficerem łącznikowym przy dowództwie niemieckiej 9. Armii na froncie rumuńskim. Przeniesiony ponownie w kwietniu 1917 na front rosyjski, był I oficerem, a następnie zastępcą szefa sztabu w ekspozyturze austriackiej 4. Armii przy dowództwie niemieckiej grupy operacyjnej działającej na Wołyniu. Ponieważ dowództwu niemieckiemu podlegał także duży wycinek wybrzeża morskiego w delcie Dunaju, wykorzystywał każdą okazję, aby praktycznie zapoznać się z aspektami militarnymi obszaru nadmorskiego, organizacją jego obrony i budową fortyfikacji. Od marca 1918 zajmował z kolei stanowisko szefa sztabu bazy austriackiej w mieście Braiła nad Dunajem.

### Przejście do odrodzonego Wojska Polskiego i udział w wojnie z bolszewikami
Upadek monarchii austro-węgierskiej, rozpad armii austriackiej i odradzanie się państwowości polskiej spowodowały, że kpt. Kutrzeba po nawiązaniu kontaktu z działającą od 28 października 1918 w Krakowie Polską Komisją Likwidacyjną, rozpoczął na początku listopada pracę w jej Wydziale Wojskowym. Odradzające się Wojsko Polskie odczuwało brak wykształconych wyższych oficerów. Najprawdopodobniej z inspiracji gen. Stanisława Szeptyckiego został skierowany do pracy w Oddziale I Sztabu Generalnego Naczelnego Dowództwa WP.
29 listopada 1918 roku został formalnie przyjęty do Wojska Polskiego z zatwierdzeniem posiadanego stopnia kapitana i przydzielony do Sztabu Generalnego. Od stycznia 1919 roku był tam szefem sekcji planów i zastępcą szefa Oddziału I. W październiku 1919 roku został szefem sztabu 1 Dywizji Piechoty Legionów, a od kwietnia do czerwca 1920 Grupy Operacyjnej gen. Edwarda Rydza-Śmigłego. Opracował wówczas m.in. plan operacji dyneburskiej, a następnie uczestniczył w jego realizacji. 30 października 1919 roku został mianowany z dniem 1 listopada 1919 roku majorem.
3 stycznia 1920 roku przy mrozach dochodzących do −25 °C ofensywa zakończyła się sukcesem, za co otrzymał pod koniec miesiąca order Virtuti Militari. W kwietniu 1920 jako szef sztabu 3 Armii uczestniczył w wyprawie wojsk polskich na Kijów. Początkowe szybkie sukcesy ustąpiły 27 kwietnia i natarcie zatrzymało się na 10 dni w odległości 2 dni marszu od Kijowa. Za opóźnienie spadła na niego, jak i cały sztab gen. Rydza-Śmigłego fala krytyki. 7 maja 1. Pułk Szwoleżerów natarł na przedmieścia zastając miasto bez obrony. Gdy nadeszła ofensywa wroga Kutrzeba wycofał się z Frontem Południowo-Wschodnim. 11 czerwca 1920 roku został zatwierdzony z dniem 1 kwietnia 1920 roku w stopniu podpułkownika, w inżynierii i saperach, w grupie oficerów byłej armii austro-węgierskiej. Podczas odwrotu sprawował od czerwca do sierpnia funkcję szefa sztabu Frontu Południowo-Wschodniego. W czasie Bitwy Warszawskiej kierował sztabem Frontu Środkowego, a następnie od sierpnia do stycznia 1921 został szefem sztabu nowo utworzonej 2 Armii, która uczestniczyła w walkach o Białystok i pościgu za wojskami sowieckimi w kierunku Grodna i Lidy.

### Kariera wojskowa w II RP
Po zakończeniu działań wojennych ppłk Kutrzeba w styczniu 1921 roku został na krótko wykładowcą taktyki ogólnej w Szkole Sztabu Generalnego i jednocześnie członkiem Komisji Regulaminowej. Brał wówczas czynny udział w opracowywaniu regulaminów wojskowych. W maju 1921 roku powrócił do pracy sztabowej i ponownie stanął na czele sekcji planów, a od grudnia był szefem Oddziału IIIa Operacyjnego Biura Ścisłej Rady Wojennej, które w myśl koncepcji marszałka Józefa Piłsudskiego miało w czasie pokoju stanowić zalążek Sztabu Naczelnego Wodza.
3 maja 1922 roku został zweryfikowany w stopniu pułkownika ze starszeństwem od 1 czerwca 1919 roku i 23. lokatą w korpusie oficerów inżynierii i saperów. W grudniu 1924 roku powierzono mu pełnienie, w zastępstwie, obowiązków szefa Biura Ścisłej Rady Wojennej – II zastępcy szefa Sztabu Generalnego. W latach 1922–1926 uczestniczył we wszystkich niemal przedsięwzięciach sztabowych oraz międzynarodowych konferencjach i naradach sojuszniczych związanych z obroną państwa i planowaniem strategiczno-operacyjnym. Owe doświadczenia i zebrane materiały były później pomocne w opracowywaniu kolejnych studiów militarnych, tym razem związanych z bezpośrednim zagrożeniem hitlerowskich Niemiec. W czasie przewrotu majowego opowiedział się po stronie rządu. Nie angażował się jednak osobiście przeciwko organizatorom zamachu stanu. Po objęciu władzy przez Piłsudskiego pozostał na zajmowanych stanowiskach sztabowych. W grudniu 1926 roku objął stanowisko zastępcy szefa Sztabu Generalnego.
16 marca 1927 roku Prezydent RP Ignacy Mościcki na wniosek Ministra Spraw Wojskowych, Pierwszego Marszałka Polski Józefa Piłsudskiego awansował go na generała brygady ze starszeństwem od 1 stycznia 1927 roku i 3. lokatą w korpusie generałów.
Na nowym stanowisku uczestniczył w reorganizacji naczelnych władz wojskowych (tor pokojowy i tor wojenny), w wyniku czego nastąpiło oddzielenie struktur i instytucji zajmujących się bezpośrednio przygotowaniami wojennymi od Ministerstwa Spraw Wojskowych oraz utworzenie Generalnego Inspektoratu Sił Zbrojnych z podległym mu Sztabem Generalnym.
9 października 1928 roku, po odejściu wykładowców francuskich, został mianowany komendantem Wyższej Szkoły Wojennej w Warszawie. Na tym stanowisku dokonał reorganizacji Szkoły i stworzył podstawy pod powstanie polskiej kadry profesorskiej. Objęcie przez gen. Rydza-Śmigłego stanowiska Generalnego Inspektora Sił Zbrojnych wzmocniło pozycję Tadeusza Kutrzeby. Szczególnym tego wyrazem było mianowanie go 27 listopada 1935 r. generałem do prac przy Generalnym Inspektorze Sił Zbrojnych. Poza kierowaniem szkołą uczestniczył także w licznych inspekcjach jednostek wojskowych. Przydzielonym mu odcinkiem studiów operacyjnych był obszar Wielkopolski. Poza tym przeprowadzał systematyczne analizy sytuacji wewnętrznej Rzeszy Niemieckiej oraz prowadził studia strategiczno-operacyjne według specjalnych wytycznych Generalnego Inspektora. Dodatkowo opracowywał również różne bieżące ekspertyzy i opinie. Był zwolennikiem wprowadzania do wojska nowych rozwiązań, m.in. forsował pomysł utworzenia zmotoryzowanych oddziałów przeciwpancernych jako ruchomych odwodów zaporowych, co jednak nie zostało zrealizowane.
Na początku czerwca 1935 został wybrany prezesem zarządu Towarzystwa Wiedzy Wojskowej.
Na stopień generała dywizji został mianowany ze starszeństwem z 19 marca 1939 roku i 1. lokatą w korpusie generałów. Jednocześnie został mianowany inspektorem armii. Obowiązki inspektora armii łączył z funkcją komendanta WSWoj. 23 marca 1939 roku Generalny Inspektor Sił Zbrojnych mianował go dowódcą Armii „Poznań”, której zadaniem była obrona Wielkopolski.

### Kampania wrześniowa 1939 roku, niewola niemiecka i służba w PSZ na Zachodzie
Podczas wojny z Niemcami przeszedł cały szlak wojenny jako dowódca Armii „Poznań”. Od początku wojny proponował naczelnemu wodzowi WP Edwardowi Śmigłemu-Rydzowi, żeby jego nieatakowana Armia „Poznań” pomogła Armii „Łódź”, będącej w ciężkiej sytuacji, co mogło zmienić bieg kampanii, przedłużyć obronę Polski i przekonać aliantów do pomocy. Naczelny wódz początkowo odmówił, a następnie zmienił zdanie, kiedy minęła okazja, ale szybko i ten rozkaz odwołał. Gen. Kutrzeba był twórcą i realizatorem zwrotu zaczepnego zwanego bitwą nad Bzurą, podczas którego dowodził połączonymi armiami „Poznań” i „Pomorze”. Po przebiciu się z resztkami wojsk 22 września do Warszawy, został na krótko zastępcą gen. dyw. Juliusza Rómmla, dowódcy Armii „Warszawa”. Następnie z jego upoważnienia prowadził rozmowy kapitulacyjne z dowódcą niemieckiej 8. Armii gen. Johannesem Blaskowitzem i 28 września podpisał akt kapitulacji stolicy.
W niewoli niemieckiej dzielił los tysięcy polskich oficerów, przebywając do końca wojny w obozach jenieckich kolejno w: Oflagu IV A Hohnstein i Oflagu IV B Königstein na terenie Niemiec. Od 30 X 1940 przebywał w obozie generalskim – w Oflagu VIII E Johannisbrunn w Protektoracie Czech i Moraw, a następnie od 27 IV 1942 – w Oflagu VII A Murnau. Z jego inicjatywy zostały przygotowane w obozie w Murnau tajne kursy przygotowujące młodszych oficerów do egzaminu do Wyższej Szkoły Wojennej. Po oswobodzeniu obozu w Murnau przez wojska amerykańskie, pełnił funkcję dowódcy Polskiego Ośrodka Wojskowego, obejmującego wszystkich byłych jeńców z Oflagu VII A.
W lipcu 1945 został wezwany do Londynu, gdzie otrzymał propozycję objęcia stanowiska ministra obrony narodowej, której nie przyjął. Stanął natomiast na czele – powołanej rozkazem szefa Sztabu Głównego z 12 października 1945 – Komisji Historycznej Kampanii Wrześniowej i Polskich Sił Zbrojnych na Zachodzie. Jednocześnie uczestniczył w tworzeniu Instytutu im. gen. Władysława Sikorskiego w Londynie. Powrót do kraju (co sugerował płk dypl. Marian Utnik) uniemożliwił mu jesienią 1946 nieuleczalny nowotwór. Generał zmarł 8 stycznia 1947 roku w londyńskim szpitalu. Pochowany został z honorami wojskowymi na cmentarzu Brookwood. Pośmiertnie uhonorowano go Orderem Wojennym Virtuti Militari III klasy.
W 1957 jego prochy – zgodnie z ostatnią wolą – przewieziono do Polski i pochowano w Alei Zasłużonych na Cmentarzu Wojskowym na Powązkach w Warszawie (kwatera A30-2 półkole-8).
Generał Tadeusz Kutrzeba był jednym z najlepiej wykształconych polskich wyższych dowódców. Zyskał opinię jednego z najwybitniejszych sztabowców II Rzeczypospolitej.

## Pisarz i historyk wojskowości
W 1920 roku zaczęły ukazywać się w czasopiśmie „Bellona” jego artykuły, studia i przyczynki na tematy związane z aktualną problematyką życia wojska, historią I wojny światowej oraz wojny polsko-rosyjskiej 1919–1920 r., a także recenzje ważniejszych studiów wojskowo-historycznych i pamiętników z lat wojny. Szczególnie interesowały go jednak zagadnienia dotyczące szeroko pojętej problematyki obrony państwa oraz kwestie międzynarodowe zawierające kontekst polski. W jego publicystyce dominowały teoretyczne i praktyczne zagadnienia z zakresu sztuki i taktyki operacyjnej. Wyznawał pogląd, że przyszła wojna będzie wojną manewrową z uwagi na przewagę broni zaczepnych, a zwłaszcza lotnictwa i broni pancernych. Dlatego był zwolennikiem obrony ruchowej i zwrotów zaczepnych. W jego działalności pisarskiej ważne miejsce zajmowała też historia wojskowa. Jego opracowania w tej dziedzinie stanowią istotny wkład zwłaszcza do badań nad wojną polsko-bolszewicką i II wojną światową. Pozostawił po sobie bogatą spuściznę pisarską z dziedziny taktyki, organizacji wojsk i regulaminów oraz obszerne prace wojskowo-historyczne, takie jak:
- Bitwa nad Niemnem (wrzesień-październik 1920), Warszawa 1926,
- Wyprawa kijowska 1920 roku[23], Warszawa 1927,
- Studium nad możliwościami wojennymi Niemiec i Polski z 1936 r.,
- Wojna bez walnej bitwy,
- Bitwa nad Bzurą (9–22 września 1939 r.). Przyczynek do historii kampanii polsko-niemieckiej w obszarze: Poznań – Warszawa we wrześniu 1939 r., Warszawa 1958.

Od 14 listopada 1937 roku do 10 stycznia 1938 roku podpułkownik dyplomowany Stefan Mossor, pod kierownictwem generała Kutrzeby, opracował Studium planu strategicznego Polski przeciw Niemcom. Do czasu odnalezienia i opublikowania rękopisu studium, nazywanego wówczas „memorandum gen. Kutrzeby”, jego autorstwo przypisywano mylnie Tadeuszowi Kutrzebie.

## Ordery i odznaczenia
- Krzyż Komandorski Orderu Virtuti Militari (pośmiertnie, 25 sierpnia 1982 – władze PRL)[24][25]
- Krzyż Kawalerski Orderu Virtuti Militari (1947 – władze RP na Obczyźnie)[26]
- Krzyż Srebrny Orderu Wojskowego Virtuti Militari (1921)[27][28]
- Krzyż Komandorski Orderu Odrodzenia Polski (8 listopada 1930)[29]
- Krzyż Oficerski Orderu Odrodzenia Polski (2 maja 1923)[27][30][31][32]
- Krzyż Walecznych (trzykrotnie[27], po raz 2 i 3 w 1922[33])
- Złoty Krzyż Zasługi (29 kwietnia 1925)[27][34]
- Krzyż Zasługi Wojsk Litwy Środkowej (3 marca 1926)[35]
- Medal Pamiątkowy za Wojnę 1918–1921[27]
- Złoty Wawrzyn Akademicki (4 listopada 1937)[36][37]
- Medal Dziesięciolecia Odzyskanej Niepodległości[27]
- Krzyż Żelazny II klasy (Prusy)[38]
- Order Korony III klasy (Belgia)[27][39]
- Krzyż Wolności I kategorii II klasy (Estonia, 1925)[27][40]
- Order Krzyża Orła II klasy (Estonia, 1932)[41]
- Order Lwa Białego II i III klasy (Czechosłowacja)[27][39]
- Order Legii Honorowej II, III, IV i V klasy (Francja)[27][39][42][43][44]
- Order Pogromcy Niedźwiedzia III klasy (Łotwa, 1922)[27][45]
- Order Gwiazdy Rumunii III klasy (Rumunia)[27][39]
- Order Korony Rumunii I i II klasy (Rumunia, 1928)[27][46]
- Order Świętego Sawy III klasy (Jugosławia, 1926)[27][47]
- Order Białej Róży II klasy (Finlandia, 1931)[27][48]
- Medal 10 Rocznicy Wojny Niepodległościowej (Łotwa, 1929)[49]
- Krzyż Zasługi Wojskowej 3 klasy z dekoracją wojenną i mieczami[50]
- Srebrny Medal Zasługi Wojskowej na wstążce Krzyża Zasługi Wojskowej[50]
- Brązowy Medal Zasługi Wojskowej na wstążce Krzyża Zasługi Wojskowej[50]
- Krzyż Jubileuszowy Wojskowy[51]
- Krzyż Pamiątkowy Mobilizacji 1912–1913[51]

## Odniesienia
W 1983 na emigracji ukazała się publikacja pt. Generał Tadeusz Kutrzeba. Studium krytyczne autorstwa płk. dypl. Tadeusza Machalskiego.

## Upamiętnienie
Od 24 listopada 1961 ulica w Warszawie, na terenie obecnej dzielnicy Bemowo, nosi nazwę ulicy Gen. Tadeusza Kutrzeby.
W 1989 został wybity medal z podobizną Tadeusza Kutrzeby o treści Bitwa nad Bzurą, wydany przez Mennicę Państwową, a zaprojektowany przez Bohdana Jana Chmielewskiego.
W latach 1995–1998 był patronem 17 Batalionu Saperów Wielkopolskich w Szczecinie.
W 2019 roku podjęto decyzję o wzbogaceniu grobu gen. Tadeusza Kutrzeby na Wojskowych Powązkach w Warszawie o popiersie autorstwa artysty Maksymiliana Biskupskiego.
W 2020 odsłonięto pomnik generała na terenie Akademii Sztuki Wojennej w Warszawie.